# Крежи ле Мо
Крежи ле Мо (фр. Crégy-lès-Meaux) је насељено место у Француској у региону Париски регион, у департману Сена и Марна.
По подацима из 2011. године у општини је живело 4339 становника, а густина насељености је износила 1182,29 становника/km².

## Демографија
| 1962. | 1968. | 1975. | 1982. | 1990. | 2011. |
| ----- | ----- | ----- | ----- | ----- | ----- |
| 772   | 793   | 786   | 1.007 | 2.294 | 4.339 |